# Talmeca gnoma
Talmeca gnoma är en fjärilsart som beskrevs av William Schaus 1912. Talmeca gnoma ingår i släktet Talmeca och familjen tandspinnare. Inga underarter finns listade i Catalogue of Life.